# Francavilla Calcio 1987-1988
Questa pagina raccoglie le informazioni riguardanti il Francavilla Calcio nelle competizioni ufficiali della stagione 1987-1988.

## Stagione
Ritornato dopo due stagioni in C1, il Francavilla disputa un buon campionato, ottenendo un lusinghiero ottavo posto, ma soprattutto un'ottima Coppa Italia, dove ottiene il suo miglior risultato di sempre, raggiungendo la semifinale, dove verrà eliminato dal Palermo.

## Rosa
| N. |                   | Ruolo | Calciatore                 |
| -- | ----------------- | ----- | -------------------------- |
|    | Italia (bandiera) | A     | Corrado Baglieri           |
|    | Italia (bandiera) | A     | Giovanni Bruzzone          |
|    | Italia (bandiera) | C     | Ciro Caccavale             |
|    | Italia (bandiera) | C     | Francesco Conti            |
|    | Italia (bandiera) | C     | Edmondo De Amicis          |
|    | Italia (bandiera) | C     | Luciano De Paola           |
|    | Italia (bandiera) | A     | Luigi Di Baia              |
|    | Italia (bandiera) | C     | Marco Di Chio              |
|    | Italia (bandiera) | P     | Luigi Genovese             |
|    | Italia (bandiera) | C     | Silvio Vittorio Giampietro |
|    | Italia (bandiera) | P     | Gabriele Ioannoni          |

| N. |                   | Ruolo | Calciatore         |
| -- | ----------------- | ----- | ------------------ |
|    | Italia (bandiera) | D     | Pino La Scala      |
|    | Italia (bandiera) | D     | Vincenzo Maiuri    |
|    | Italia (bandiera) | D     | Roberto Marcangeli |
|    | Italia (bandiera) | D     | Massimo Peveri     |
|    | Italia (bandiera) | C     | Luigi Pierleoni    |
|    | Italia (bandiera) | C     | Salvatore Profumo  |
|    | Italia (bandiera) | D     | Massimo Ruscitti   |
|    | Italia (bandiera) | D     | Sergio Salice      |
|    | Italia (bandiera) | A     | Alessandro Susi    |
|    | Italia (bandiera) | C     | Alessandro Toti    |

## Risultati

### Campionato

#### Girone di andata
| 20 settembre 1987 1ª giornata | Campania Puteolana | 0 – 0 | Francavilla |  |

| 27 settembre 1987 2ª giornata | Francavilla | 1 – 0 | Catania |  |

| 4 ottobre 1987 3ª giornata | Teramo | 1 – 0 | Francavilla |  |

| 11 ottobre 1987 4ª giornata | Francavilla | 1 – 1 | Nocerina |  |

| 18 ottobre 1987 5ª giornata | Francavilla | 0 – 0 | Foggia |  |

| 25 ottobre 1987 6ª giornata | Salernitana | 1 – 0 | Francavilla |  |

| 1º novembre 1987 7ª giornata | Francavilla | 1 – 0 | Brindisi |  |

| 8 novembre 1987 8ª giornata | Monopoli | 2 – 0 | Francavilla |  |

| 15 novembre 1987 9ª giornata | Francavilla | 0 – 1 | Campobasso |  |

| 22 novembre 1987 10ª giornata | Torres | 0 – 0 | Francavilla |  |

| 29 novembre 1987 11ª giornata | Licata | 3 – 1 | Francavilla |  |

| 6 dicembre 1987 12ª giornata | Francavilla | 1 – 0 | Reggina |  |

| 13 dicembre 1987 13ª giornata | Frosinone | 1 – 1 | Francavilla |  |

| 20 dicembre 1987 14ª giornata | Francavilla | 1 – 0 | Ischia Isolaverde |  |

| 3 gennaio 1988 15ª giornata | Cosenza | 0 – 0 | Francavilla |  |

| 10 gennaio 1988 16ª giornata | Francavilla | 1 – 0 | Casertana |  |

| 17 gennaio 1988 17ª giornata | Cagliari | 1 – 1 | Francavilla |  |

#### Girone di ritorno
| 24 gennaio 1988 18ª giornata | Francavilla | 1 – 0 | Campania Puteolana |  |

| 31 gennaio 1988 19ª giornata | Catania | 0 – 0 | Francavilla |  |

| 7 febbraio 1988 20ª giornata | Francavilla | 1 – 0 | Teramo |  |

| 21 febbraio 1988 21ª giornata | Nocerina | 0 – 0 | Francavilla |  |

| 28 febbraio 1988 22ª giornata | Foggia | 0 – 0 | Francavilla |  |

| 6 marzo 1988 23ª giornata | Francavilla | 1 – 1 | Salernitana |  |

| 13 marzo 1988 24ª giornata | Brindisi | 1 – 1 | Francavilla |  |

| 20 marzo 1988 25ª giornata | Francavilla | 0 – 0 | Monopoli |  |

| 2 aprile 1988 26ª giornata | Campobasso | 2 – 2 | Francavilla |  |

| 10 aprile 1988 27ª giornata | Francavilla | 1 – 0 | Torres |  |

| 17 aprile 1988 28ª giornata | Francavilla | 0 – 0 | Licata |  |

| 24 aprile 1988 29ª giornata | Reggina | 2 – 1 | Francavilla |  |

| 8 maggio 1988 30ª giornata | Francavilla | 0 – 0 | Frosinone |  |

| 15 maggio 1988 31ª giornata | Ischia Isolaverde | 3 – 0 | Francavilla |  |

| 22 maggio 1988 32ª giornata | Francavilla | 0 – 1 | Cosenza |  |

| 29 maggio 1988 33ª giornata | Casertana | 0 – 0 | Francavilla |  |

| 5 giugno 1988 34ª giornata | Francavilla | 2 – 1 | Cagliari |  |